# Ville privée
Une ville privée est un développement urbain ne dépendant d'aucune municipalité, conçu, réalisé et administré par et comme une entreprise, avec l'accord des pouvoirs publics. Les services aux usagers, habituellement fournis par l'État et les collectivités locales (sécurité, voirie, fluides, énergie, éducation, équipements, etc.) y sont assurés, directement ou indirectement, par l'entreprise, moyennant le règlement de charges. Sans parvenir à aller au-delà du stade de l'utopie, les libertariens se sont emparés du concept, y voyant une manière de s'émanciper de la tutelle de l'État. C'est dans les pays émergents que les projets de villes privées prennent véritablement corps, en raison de la faiblesse des États et de leurs difficultés à gérer l'exode rural et à financer la rénovation urbaine et la construction de villes nouvelles.
Le concept de ville privée est à distinguer de celui de résidence fermée ou de quartier privé (gated communities) qui fonctionnent simplement comme une copropriété  mais qui restent rattachés à une commune classique.

## Origines
La cité-état autonome et indépendante est un mode de fonctionnement historiquement documenté, à certaine périodes, dans de nombreux pays (Mésopotamie, Grèce antique, Italie médiévale, fueros espagnols, villes libres d'Empire, etc.). De par leur mode de peuplement, certains pays, comme les États-Unis et le Canada, autorisent depuis longtemps la création de villes indépendantes et non rattachées à une municipalité existante (unincorporated areas). Les péripéties de l'Histoire ont par ailleurs permis à certains territoires de conserver une autonomie quasi-complète en dépit de leur rattachement à un État-nation (Sercq). Dans le passé, de grandes entreprises ont bâti, pour leurs ouvriers et leurs familles, de véritables cités ouvrières dotées de toutes les commodités (concept réactivé au XXIe siècle dans le projet Facebook City). Enfin, certaines entités, en s'érigeant en paradis fiscaux, constituent des zones de non-droit par rapport au reste du monde.
Ces modèles alliant indépendance, autogouvernement et statut d'exception ont inspiré des théoriciens qui, constatant les limites de la gouvernance municipale traditionnelle, ont proposé d'autres types d'institutions locales privilégiant la liberté des individus tout en garantissant la sécurité des biens et des personnes. Les penseurs libertariens et leurs adeptes ont, en particulier, imaginé des solutions que sont venues alimenter, plus récemment, les nouvelles technologies, l'intelligence artificielle, la cybersurveillance et les cryptomonnaies.
De par leur statut privilégié reconnu à l'intérieur d'un territoire national, les zones économiques spéciales mises en place par certains gouvernements peuvent constituer une porte d'entrée pour des projets de villes libres, comme cela a été le cas au Honduras ou en Corée du Sud. Ce type de projet peut également naître d'une communauté d'intention centrée sur la liberté individuelle (intentional community), quand des individus poursuivant le même objectif d'indépendance se regroupent en quantité suffisante pour se doter d'un statut particulier qui ouvre la voie à la reconnaissance formelle de leur autonomie. Une ville libre peut aussi profiter, pour se développer, du vide juridique laissé par les espaces maritimes en s'installant sur une île (micronation) ou un support flottant (seasteads). Plus récemment, grâce à Internet et aux réseaux sociaux, les villes libres peuvent naître d'un État-réseau (network state), une communauté virtuelle capable de développer sa propre gouvernance avant de partir en quête d'un territoire physique où s'installer pour obtenir ensuite la reconnaissance institutionnelle et diplomatique de la part d'un État traditionnel.

## Théories modernes
Si les concepteurs des villes privées développées entre la fin du XIXe siècle et le milieu du XXe siècle étaient le plus souvent à la recherche de solutions touchant à l'urbanisme, au logement et la mixité fonctionnelle et sociale, les projets des promoteurs du XXIe siècle sont majoritairement préoccupés par les libertés individuelles et la recherche d'une autonomie fonctionnelle, politique et économique pouvant aller jusqu'au sécessionnisme.
Les promoteurs contemporains de l'idée de villes libres (ou villes privées), comme Titus Gebel (auteur du livre Free Private Cities : Making governments compete for you) partent du principe que les prémisses sur lesquelles repose la gouvernance actuelle sont faussées : « tant pour les gouvernants que pour les gouvernés. Les gouvernants ne sont pas responsables de leurs actes et n’ont pas à craindre de préjudices économiques s’ils prennent de mauvaises décisions. Quant aux gouvernés, on leur fait croire qu’ils peuvent obtenir des prestations gratuites rien qu’en votant ». Ils proposent de confier la gestion des villes à des opérateurs privés garantissant la protection des biens, des personnes et des libertés individuelles, dans un cadre juridique et réglementaire prédéfini, arbitré par un système indépendant de règlement des litiges. Le tout est régi par un « contrat citoyen » dont les parties s'acquittent moyennant une redevance annuelle fixe remplaçant les impôts. Les termes du contrat ne peuvent être modifiés par l'opérateur et les « citoyens contractants » sont en droit d'exiger la délivrance des services prévus au contrat, à défaut desquels ils peuvent demander réparation. Les différends se règlent sur la base du droit commercial. Moyennant quoi, ils sont libres de faire ce qu'ils veulent, dans la  limite des règles de la copropriété et des droits de leur voisinage. Le respect des engagements pris par l'opérateur serait garanti par son intérêt commercial à conserver et accroître sa population.
En l'état actuel, la création d'une ville libre nécessite l'accord d'un État hôte, qui accorderait à l’opérateur « le droit d’établir une ville privée sur un territoire donné, à des conditions précises, qui comprennent une autonomie juridique dans différents domaines. Les États pourraient céder une partie de leur pouvoir s’ils espéraient en retirer des avantages en contrepartie » (créations d’emplois, investissements étrangers, participation aux bénéfices générés). 
Les théoriciens des villes libres/privées estiment que « l’existence de plusieurs zones économiques spéciales dans le monde prouve que les États sont prêts à s’engager dans cette voie ».

## Exemples de villes privées

### Modèles historiques

#### États-Unis
L'histoire des États-Unis a favorisé la création de communautés indépendantes, dont certaines sont restées longtemps autonomes avant d'être rattachées à la gouvernance locale. Ces unincorporated ou census-designated areas ont souvent été fondées par des hommes d'affaires ou des entreprises dans un but philanthropique, entrepreneurial ou spéculatif. La plupart de ces établissements ont fini par être annexés ou rattachés à la métropole voisine, quand leur croissance a rendu leur autonomie problématique. Certains de ces développements urbains sont cependant resté indépendants d'un point de vue politique et fonctionnent toujours comme des entreprises sous la tutelle des promoteurs qui les ont conçus.
- Von Ormy (Texas). Menacée par le développement San Antonio, Von Ormy, une ville d'un millier d'habitants, a tenté, dans les années 2000, de s'ériger en « freest little city in Texas » (la plus libre des petites villes du Texas) en suivant les principes de son maire libertarien, Art Martinez de Vara (baisse des impôts, privatisation et mise en concurrence des services publics). Le projet, qui pensait attirer des entreprises pour financer les besoins des habitants tout en diminuant la fiscalité, a échoué en quelques années, faute d'implantations..
- Reston (Virginie). Développement urbain planifié conçu en 1964 par Robert E. Simon sur des terrains lui appartenant et nommé selon ses initiales. Le projet suivait à l'origine les principes de cités-jardins. Cette communauté de plus de 60 000 habitants reste à ce jour administrée par une association, selon les termes dictés par son fondateur.
- Braselton (Géorgie). Tentative d'enclave privée de 800 hectares, conclue par la faillite de la société promotrice du projet.
- Sandy Springs[7] (Géorgie). Communauté à forte connotation ségrégationniste  jusqu'à sa transformation en municipalité dans l'orbite d'Atlanta.
- Sun City (Arizona). Ville privée de 38 000 habitants, à destination des retraités, développée sur plus de 8 000 hectares, à la fin des années 1950, par la  Del E. Webb Development Company. Le modèle a été dupliqué par le promoteur pour créer Sun City West (fin des années 1970), Sun City Grand (fin des années 1990), Sun City Anthem (1999) et Sun City Festival (2006). Il s'agit davantage de promotion immobilière classique à grande échelle que de villes libres.
- Irvine (Californie). Développement urbain planifié de 50 000 habitants (aujourd'hui plus de 300 000), conçu dans les années 1960 par la Irvine Company autour du campus de l'Université de Californie. La ville a été incorporée en une véritable municipalité en 1971.
- Lakewood[8] (Californie). Développement urbain planifié dont la construction s'étale de 1949 à 1953. Après avoir atteint 70 000 habitants, le projet est finalement incorporé en véritable municipalité en 1954.
- Weston (Floride). Ville conçue dans les années 1950 par l'industriel et philanthrope Arthur Vining Davis, sur un terrain de 6 100 ha. Finalement incorporée en une véritable municipalité en 1996.
- Celebration (Floride). Ville privée de plus de 10 000 habitants située près du parc Walt Disney World, conçue à l'origine par la Walt Disney Company et aujourd'hui gérée par la Town Center Foundation, détenue par Lexin Capital. Le projet initial s'est heurté dès ses débuts à l'absence de mixité de sociale et, plus tard, à des problèmes d'entretien et de maintenance.

#### Canada
- Fort McMurray, Alberta

#### Argentine
- Nordelta. Résidence fermée semi-publique fondée par le milliardaire et collectionneur d'art Eduardo Costantini, composée de 24 quartiers segmentés par niveaux de vie et proposant à ses 35 000 habitants (90 000 prévus en 2040) des établissements scolaires privés, hôtel 5 étoiles, église, centre communautaire, clinique, golf 18 trous, hypermarché et centre commercial. Les services sont délivrés par Nordelta SA et des multinationales comme Prosegur et Securitas[9].

#### Afrique du sud
- Orania, ville réservée de 2500 habitants réservée aux Afrikaners (et, en théorie, aux non-Blancs dont la langue maternelle est l’afrikaans) afin de préserver leur culture et leur langue et de se protéger de la forte criminalité dans le pays. La ville a été créée par le gendre de Hendrik Verwoerd, architecte de l’apartheid, et s'est développée, à partir de 1991, sur un terrain de 80 km2 en bordure du fleuve Orange. Elle croît au rythme de 17% par an et son existence est tolérée par l’Etat, en raison d'un article de la Constitution qui défend le droit à l’autodétermination. Elle fonctionne en autarcie : énergie solaire, banque et monnaie (l’ora) indépendantes et arbore toujours les couleurs de l'ancien drapeau sud-africain[10].

### Exemples récents

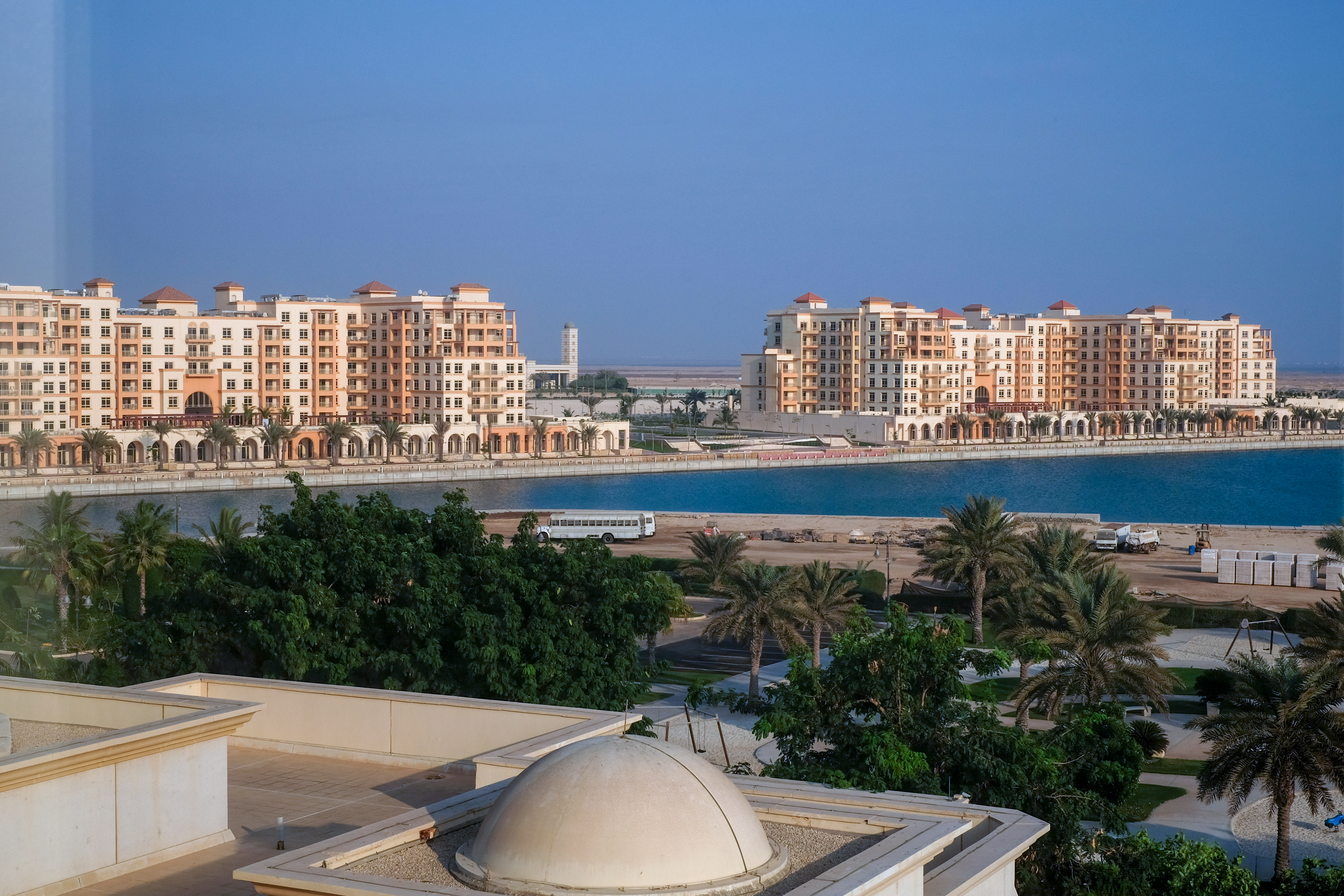
King Abdullah Economic City en octobre 2016.

#### Arabie saoudite
KAEC
King Abdullah Economic City (ou Kaec) est un projet de développement urbain conduit par un groupe immobilier dubaïote (Emaar the Economic City, coté en bourse ) à 60 km au nord de Jeddah, sur les bords de la Mer Rouge. Le projet, qui inclut les critères d'une ville intelligente, porte sur 180 km², soit deux fois la taille d’une ville comme Manchester et comparable en étendue à Washington, D.C. Initié en 2014 et budgété à 100 milliards de dollars US le développement pourrait être terminé en 2035. 50 000 nouveaux résidents sont attendus avant 2029. Les investisseurs espèrent y accueillir 2 millions d'habitants d’ici à 2035. Kaec a été pensé dans le cadre de la diversification de l'économie saoudienne et vise les jeunes diplômés qui ont étudié à l'étranger, leur offrant une perspective de nature à les faire revenir dans leur pays. Le projet comporte un important volet économique et est doté, entre autres, d'équipements touristiques (golfs, plages, hôtels, etc.), d'une vallée industrielle orientée vers les hautes technologies et d’une zone portuaire capable de faire transiter chaque année 20 millions de containeurs. Une ligne ferroviaire à grande vitesse reliera la ville nouvelle à Djeddah et à La Mecque, faisant de KAEC un hub international et une destination touristique. La gestion de la ville est confiée à un régulateur (The Economic Cities Authority), qui propose aux individus et aux entreprises des conditions particulières pour leur installation, comme la possibilité pour des intérêts étrangers de détenir des biens intégralement, ainsi que des facilités administratives en matière d'autorisations de séjour et de permis,.

#### Inde
Lavasa

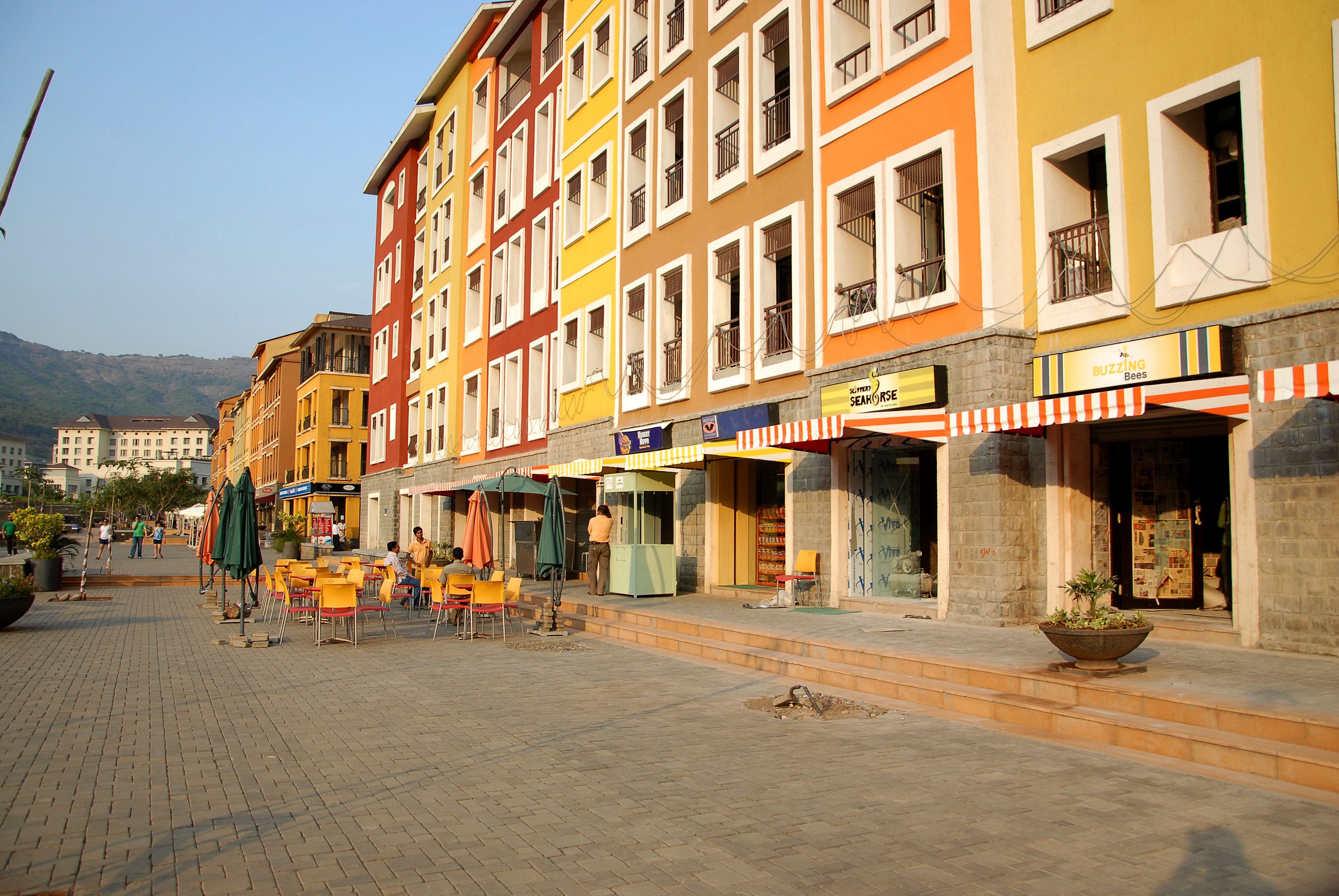
Promenade de Lavasa inspirée de l'urbanisme de Portofino.

Le développement de la ville nouvelle privée de Lavasa a été initié, au début des années 2000, par le conglomérat Hindustan Construction Company afin d'attirer dans les Ghats occidentaux (une chaîne de montagnes du Maharashtra classée au patrimoine mondial de l'Unesco) les classes moyennes et supérieures de Bombay et de Pune, les mégalopoles les plus proches. Le projet, qui promettait université, campus connecté, écoles privées, boutiques de mode, grandes enseignes de restauration, appartements de luxe et terrains de sport, s'est heurté à de nombreuses difficultés (environnementales, politiques, et liées à la corruption) et la Lavasa corporation, qui gérait la ville, a été mise en faillite en juin 2018. La ville, dont l'urbanisme est curieusement inspiré de Portofino, devait accueillir 300 000 habitants et en comptait moins de 1 000 en 2024,,. Les partenaires se sont progressivement retirés du projet, les services municipaux se sont effondrés, laissant les habitants à eux-mêmes.
Magarpatta
Magarpatta est un développement urbain réussi, destiné à prévenir l'expansion anarchique de la ville de Pune à partir des années 1960. Dans les années 1980, alors que la périphérie est de Pune allait être déclarée zone urbanisable, les communautés agricoles qui y résidaient depuis des générations s'organisent pour faire des propositions au gouvernement local. En 1993, l'idée ce créer un township (canton) émerge. Les agriculteurs mettent sur pied une entreprise dont ils seront actionnaires au prorata des terres apportées au lot commun. Les travaux débutent en 1999, avec un master plan concerté dont seules les premières étapes sont mises en œuvre sans générer d'endettement. Sur 180 hectares environ, ce quartier propose une urbanisation équilibrée et moyennement dense.

#### Corée du sud
Songdo

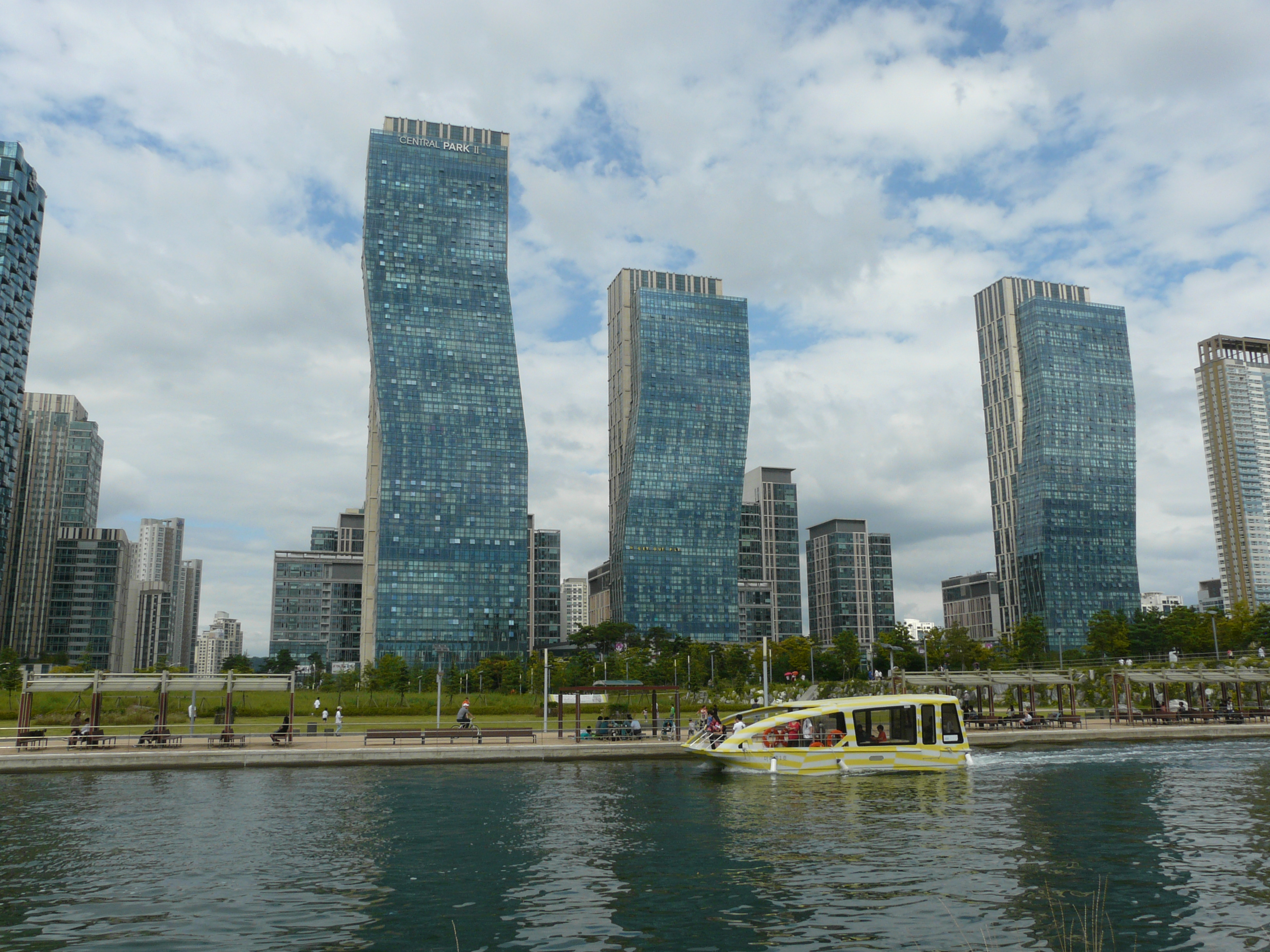
Les tours de Sharp Central Park à Songdo (Incheon).

En Corée du Sud, la ville privée de Songdo (face à l’aéroport international de Séoul) a été financée par le promoteur immobilier Gale international, le producteur d’acier Posco et la banque d’investissement Morgan Stanley. Il s'agit d'un district d’affaires international situé à environ 60 km au sud de Séoul, dont la construction a débuté en 2001 et qui abrite 167 000 habitants sur 53 km2. Conçue comme une ville intelligente, Sondgo se promettait également d'être une ville verte, et notamment sans voiture. Si le premier objectif a été largement atteint (senseurs pour détecter la congestion, gestion sur place des déchets, technologie omniprésente, bâtiments verts et sobriété énergétique), le second ne l'a pas été, en raison notamment des concessions urbanistiques faites à l'automobile.

#### Honduras
Prospera
En 2011, le Honduras a modifié sa constitution pour permettre la création de territoires autonomes a statut économique particulier (ZEDE), bénéficiant d'exemption par rapport à la loi et aux taxes nationales.
Próspera est un projet de ville privée situé au Honduras, sur l'île de Roatàn et conçu comme une zone économique spéciale. Cette « ville idéale » doit accueillir 10 000 habitants. En 2024, elle en compte 2 125 qui n’y résident d'ailleurs pas forcément : le statut de résident peut en effet s'obtenir sur Internet moyennant finance. Une sélection supplémentaire est effectuée sur la base de critères comme le casier judiciaire,.
Ciudad Morazán
Ciudad Morazán est une région administrative spéciale située dans la banlieue de Choloma, au Honduras.

### Utopies

#### California Forever
California Forever (rebaptisé East Solano Plan) est un projet porté par des milliardaires de la Silicon Valley (dont les fondateurs de LinkedIn et de Netscape), qui se proposent de créer une ville libre de 400 000 habitants sur 70 km2, dans une zone agricole du comté de Solano, entre San Francisco et Sacramento, en Californie. La société California Forever, dont le CEO est Jan Sramek, un entrepreneur et ancien trader de Goldman Sachs, a acquis les terrains nécessaires sous couvert d'une autre société (Flannery Associates) et à des prix défiant toute concurrence. Ces manœuvres ont fini par attirer l'attention des résidents du comté, alertés par quelques propriétaires récalcitrants, et suscitent une opposition politique et citoyenne résolue.

#### Praxis
Praxis est un projet utopique de la start-up technologique éponyme, fondée à New York en 2020 par les entrepreneurs Dryden Brown et Charlie Callinan. Elle revendique le soutien financier du milliardaire Peter Thiel, des frères Winklevoss, du fonds d’investissement Alameda Research. Les principes fondateurs s'inspirent de l'ouvrage de Balaji Srinivasan, The Network State — How to start a New Country , qui préconise d’abolir l’État-nation pour le remplacer par un « archipel d’enclaves autonomes hyperconnectées et reliées entre elles (…) dotées d’un leader et d’une cryptomonnaie intégrée ». Le mouvement des network states, qui prend racine dans les cercles dirigeants des entreprises technologiques, prône la création de zones privées qui permettraient aux personnes les plus riches d'abandonner les sociétés démocratiques pour vivre selon les règles de leurs propres gouvernements privés. L'idée a été lancée en 2017 par Michael Moritz, lors d'un présentation à des investisseurs. Il s'agit, selon l'historien Quinn Slobodian, auteur d'un essai intitulé Crack-Up Capitalism: Market Radicals and the Dream of a World Without Democracy, de créer « des arrangements politiques alternatifs à petite échelle à travers des actes de sécession et de fragmentation, pour dégager des territoires libérés à l'intérieur et au-delà des nations ». Ces actes de sécession incluraient le recours aux cryptomonnaies, l'expatriation fiscale, l'habitat en quartiers fermés, le retrait des enfants de l'enseignement public. À terme, l'idée est d'élargir la notion de paradis fiscal pour créer de nouvelles zones à la fois dépourvue de taxes et de démocratie.

#### Free State Project Intentional Community
Free State Project Intentional Community est une initiative encourageant les libertariens à se relocaliser au New Hampshire pour transformer cet État en juridiction indépendante. Cet état, dont la devise est « Vivre libre ou mourir » est en effet, depuis sa création, connu pour sa répugnance à entraver les libertés individuelles et une forte aversion pour les impôts. En 2004, un groupe d'environ 200 activistes libertariens s'est installé à Grafton, une commune de 800 habitants, pour y tester ses théories. S'emparant des leviers de la politique locale, ils ont  réduit le budget de la ville de 30% et mené d'innombrables batailles légales pour faire valoir leurs droits à la plus totale liberté. Le projet s'est effondré à la suite de différences d'appréciations concernant la nécessité de s'organiser pour lutter contre les incendies ou contre la prolifération des ours noirs.

#### Liberstadintentional community
Située dans une zone isolée de la Norvège, Liberstad se propose de devenir une ville technologique libre et autonome économiquement.

#### Monteliberointentional community
Installé au Montenegro, Montelibero est une communauté internationale de libertariens qui se propose de devenir des modèles pour leur voisinage et pour leur pays d'accueil.